# Міський теслярський двір (Лейден)
Міський теслярський двір (нід. Stadstimmerwerf) — комплекс промислових будівель, пам'ятка архітектури національного значення (нід. rijksmonument) в нідерландському місті Лейден, в дільниці Д'Ауде Морс.

## Історія
Перший теслярський двір із корабельнею був створений в Лейдені 1553 року, він розташовувався на каналі Рапенбург, поблизу сучасного будинку № 114. Через досить скромні розміри двору, у 1603 році був зведений новий, між Рапенбургом, церквою святого Петра і вулицею Хаутстрат (нід. Houtstraat). Втім, незабаром місто розширило свої кордони через великий потік переселенців. Так, 1611 року виник новий район на заході, Д'Ауде Морс, і міська влада вирішила перенести теслярській двір туди, адже це підприємство було досить шумним та брудним. Біля Д'Ауде Морса протікав ширший, ніж Рапенбург, канал Галгеватер, що було зручніше для корабельні.

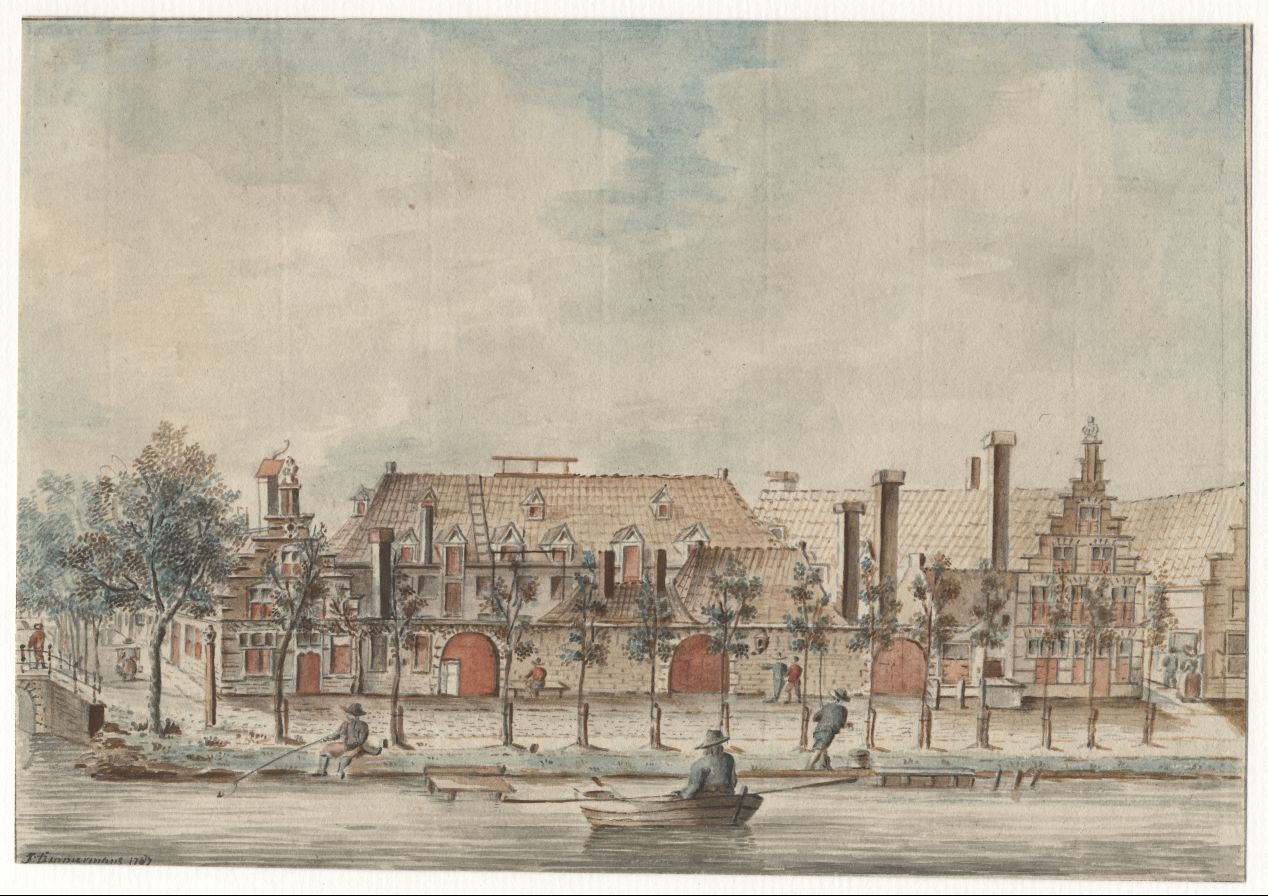
Новий теслярський двір. Малюнок 1787 року

Будівлю нового теслярського двору на Галгеватері збудував 1612 року міський тесляр Ян Оттензоон ван Сейст (нід. Jan Ottensz. van Seyst) за проектом Лівена де Кея (нід. Lieven de Key). Перша будівля складалася з теслярських майстерень та будинку міського тесляра, де мешкав ван Сейст. У XVII столітті в Лейдені муніципальні роботи розподілялися міською владою між кількома контракторами — міським теслярем, міським каменярем та міським будівельником. У 1614 році до теслярського двору були прибудовані також будинки та майстерні двох останніх майстрів, проте 1824 року будинок міського каменяра зруйнували для будівництва казарм Морспорт. 1651 року поблизу було зведено будівлю зерносховища за проектом міського архітектора Арента ван Гравенсанде (нід. Arent van 's Gravesande), який керував теслярським двором з 1638 по 1655 роки. У 1662-1675 роках двором керував міський архітектор Віллем ван дер Хелм.
У міському теслярському дворі проводилося те, що зараз називають веденням житлово-комунального господарства. Тут планувалися нові вулиці та дільниці, проектувалися громадські та житлові будівлі (зокрема, церква Марекерк та будівля Лакенхал), координувалося будівництво доріг, мостів, висадження дерев тощо.
До 1986 року будівля міського теслярського двору належала муніципалітетові, тут містилися різні муніципальні служби та склади. У 1989–1991 роках пройшла генеральна реконструкція будівлі, яку переобладнали під житлову. Колишній міський теслярський двір став домом для 33 літніх людей.

## Галерея

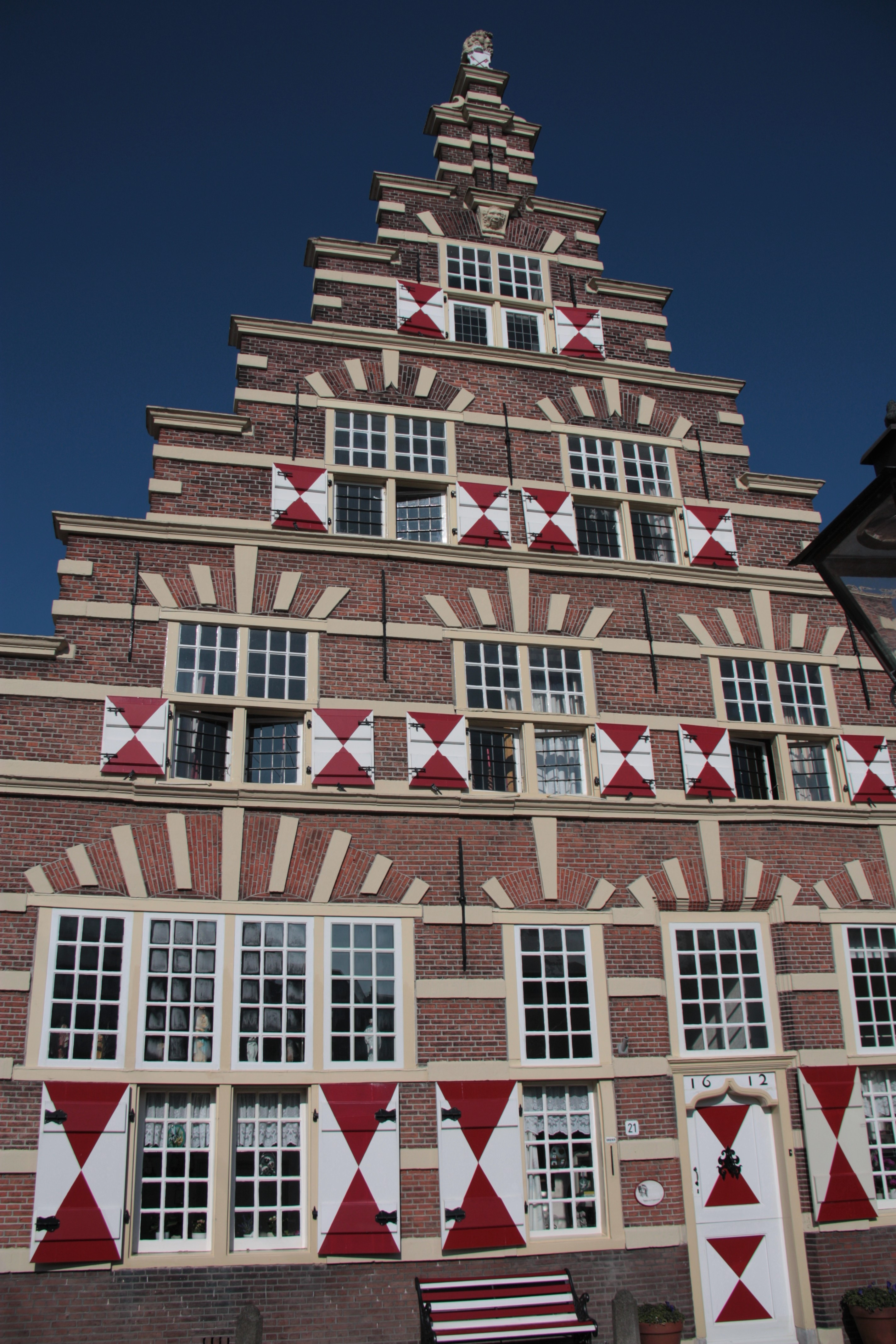
Будинок міського тесляра
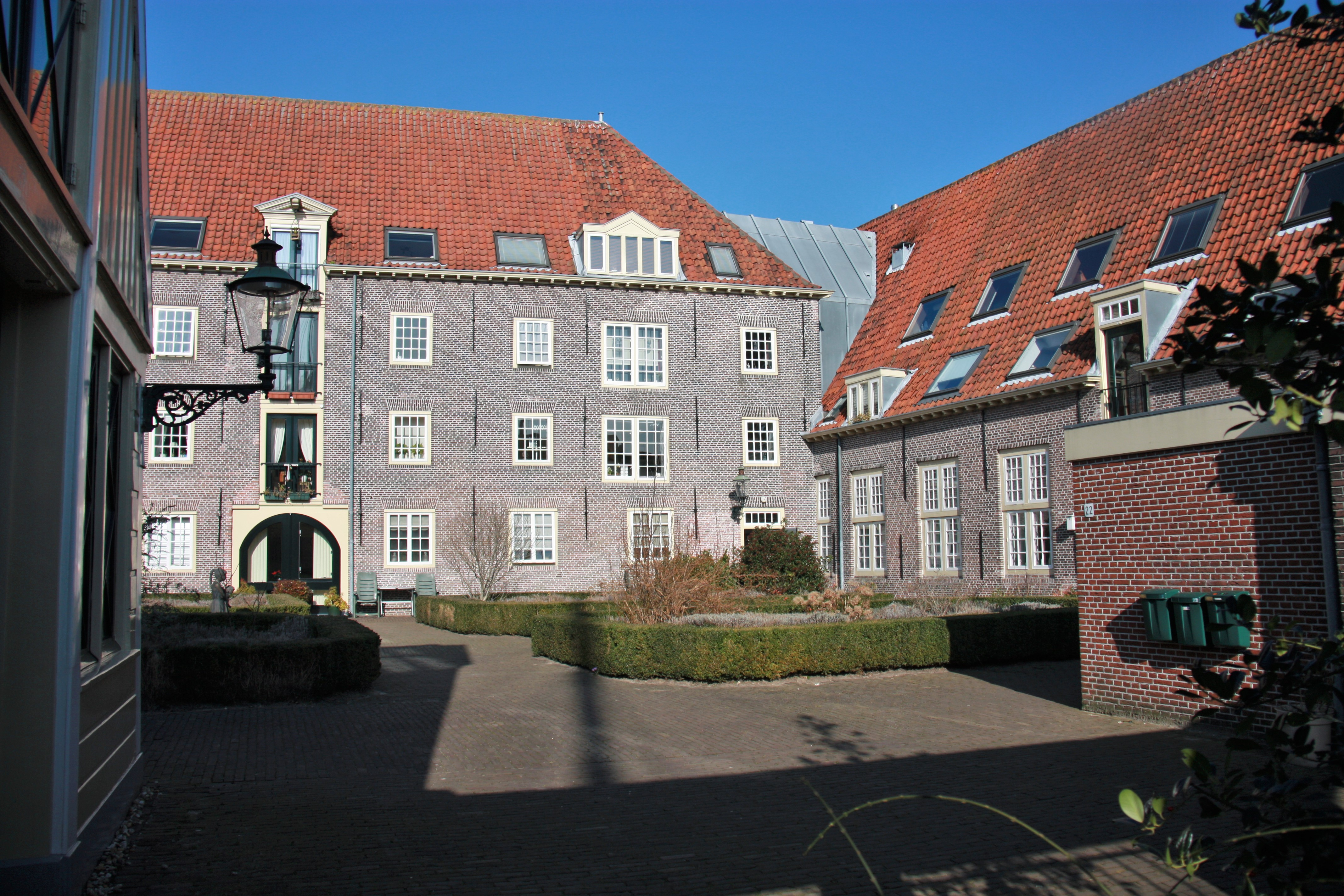
Внутрішнє подвір'я
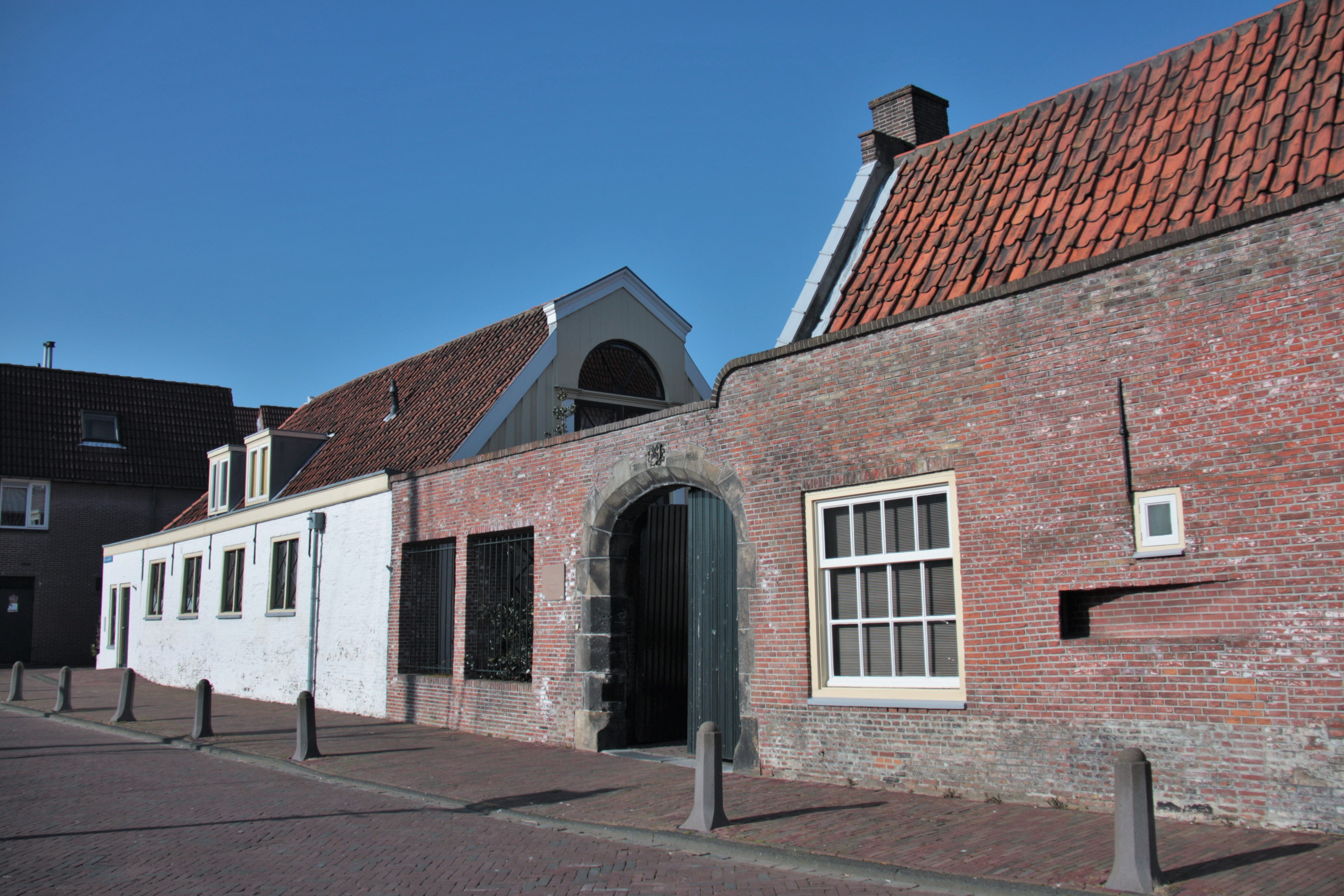
Будівля майстерень та вхід до подвір'я
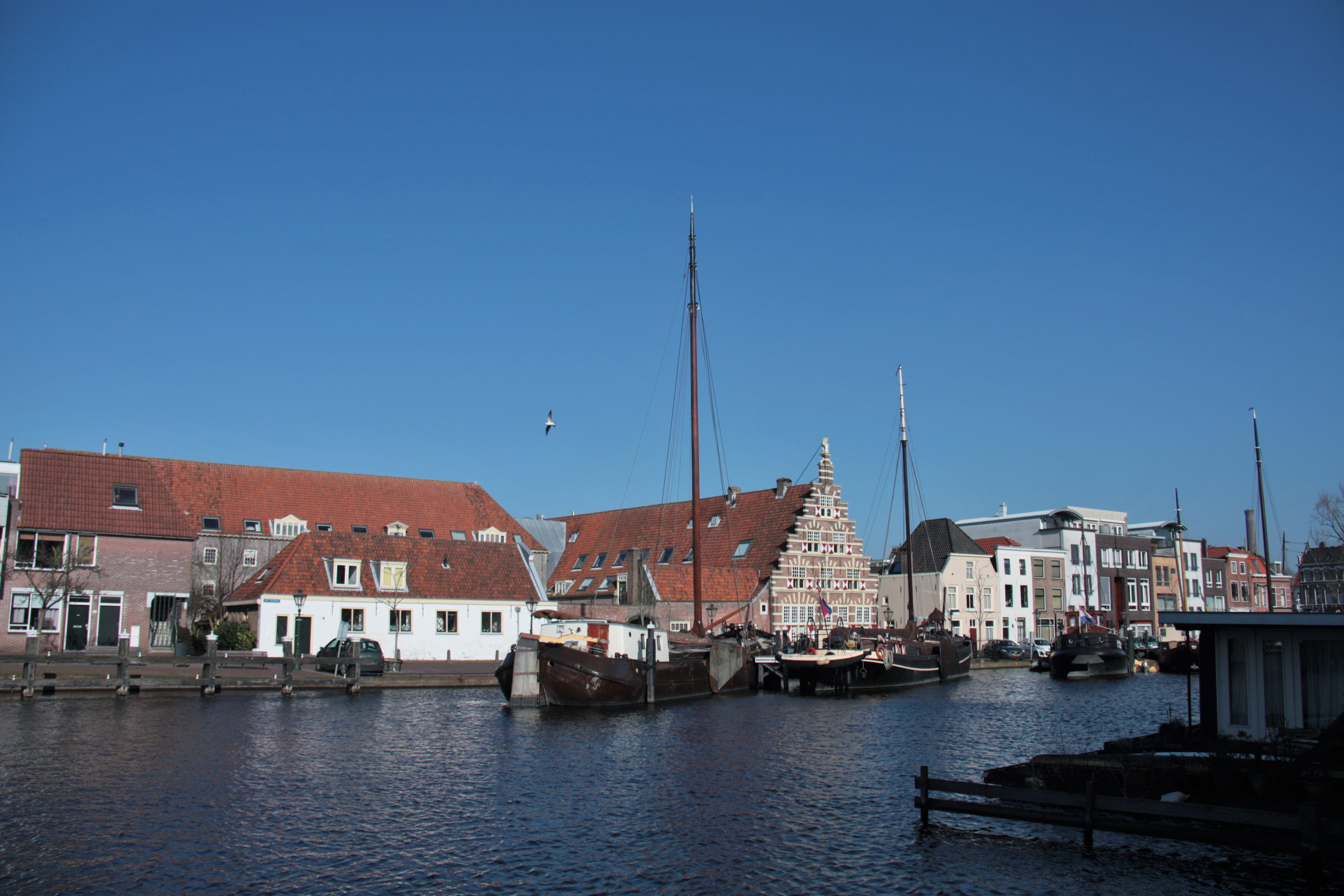
Набережна Корт Галгеватер та будівлі колишнього теслярського двору